# Coldcut
Coldcut — музыкальный дуэт из Великобритании, играющий преимущественно электронную музыку, разбавленную элементами хип-хопа, брейкса и джаза. Группа была основана в 1986 году программистом Мэттом Блэком и бывшим учителем живописи Джонатаном Муром.
Участники группы также являются владельцами звукозаписывающего лейбла Ninja Tune, основанного ими в 1991 году

## Дискография

### Альбомы
- What's That Noise? (Апрель 1989) #20
- Some Like It Cold (1990) DNC
- Philosophy (1993) DNC
- Let Us Play! (8 сентября 1997) #33
- Let Us Replay! (1 февраля 1999) #166
- Sound Mirrors (16 января 2006) DNC

### Синглы
- «Say Kids, What Time Is it?» (1987)
- «Beats + Pieces» (feat. Floormaster Squeeze) (1987)
- «Doctorin' the House» (feat. Yazz & The Plastic Population) (Февраль 1988) #6
- «Stop This Crazy Thing» (feat. Junior Reid & The Ahead of Our Time Orchestra) (Сентябрь 1988) #21
- «People Hold On» (feat. Lisa Stansfield) (Март 1989) #11
- «My Telephone» (Май 1989) #52
- «Coldcut’s Christmas Break» (Декабрь 1989) #67
- «Find a Way» (feat. Queen Latifah) (Май 1990) #52
- «Dreamer» (August 1993) #54
- «Autumn Leaves» (10 января 1994) #50
- «Atomic Moog 2000» / «Boot the System» (12 February 1997) Ineligible for UK Singles Chart
- «More Beats + Pieces» (4 августа 1997) #37
- «Timber» (Coldcut & Hexstatic) (9 февраля 1998) #91
- «Re:volution» (Coldcut & The Guilty Party) (4 июня 2001) #67
- «Everything Is Under Control» (14 ноября 2005) #93
- «Man in a Garage» (9 января 2006) #95
- «True Skool» (feat. Roots Manuva) (17 апреля 2006) #61
- «Walk a Mile in My Shoes» (feat. Robert Owens) (14 августа 2006) #103

### Компиляции и альбомы миксов
- ColdKrushCuts — Mixed by Coldcut / DJ Food + DJ Krush (1996)
- Journeys by DJ — 70 minutes of Madness (1996)
- Coldcut & DJ Food Fight (Январь 1997)
- People Hold On — The Best of Coldcut (2 Февраль 2004)

### Интервью
- Интервью by Iara Lee (Modulations) на Furious.com
- Интервью с Coldcut для CMU’s Beats Bar
- Интервью для magnetoffon.info